# 2025年拉斯維加斯汽車爆炸案
2025年1月1日上午約8點39分，一輛Tesla Cybertruck在美國內華達州天堂市的拉斯維加斯特朗普國際酒店正門外發生爆炸並起火。該車輛的唯一乘客在爆炸前饮弹自尽，另有7名旁觀者在爆炸中受傷。調查發現，車輛內裝載著煙花迫擊炮和燃氣瓶，這些物品引發爆炸並助燃隨後的火災。
當局確認司機及嫌疑人為馬修·艾倫·萊夫斯伯格（Matthew Alan Livelsberger），他是來自科羅拉多州科羅拉多泉的現役美國陸軍特種部隊士兵，事發時正在海外執勤的休假期間。聯邦調查局目前將此事件定作潛在的恐怖襲擊進行調查。
萊夫斯伯格留下兩封遺書，否認自己是恐怖分子，但承認使用爆炸物意圖傳遞政治訊息並緩解心理壓力。2024年12月31日，他還向退役陸軍情報官塞繆爾·舒梅特發送了一封電子郵件宣言，聲稱因其掌握有關先進軍事技術和秘密行動的敏感情報，包括美國在2019年5月於阿富汗尼姆魯茲省的戰爭罪行掩蓋行動（此說法已獲聯合國證實），而遭美國情報機構監視。該宣言的內容與他在之前10天內撰寫的數碼信件不一致，後者更多聚焦於他的心理健康危機，而非最新宣言中提到的秘密行動。
這宗Cybertruck爆炸事件是2025年元旦當天美國發生的兩宗車輛襲擊之一，另一宗發生於幾小時前的新奧爾良皮卡車衝突襲擊。值得注意的是，兩名肇事者均曾在自由堡（前稱布拉格堡）服役。

## 爆炸
清晨約7點30分，一輛Tesla Cybertruck抵達拉斯維加斯。這輛車是透過汽車共享服務Turo平台在科羅拉多州租借，並被改裝成裝有煙花、燃氣瓶及露營燃料的引爆裝置。在上午8點39分，駕駛者將車停在特朗普國際酒店的車棚下，車輛隨即發生爆炸並起火。僅兩分鐘後，消防單位接獲火災通報。救援人員在四分鐘內抵達現場，並在一小時內成功撲滅火勢。Tesla首席執行官伊隆·馬斯克表示，車輛本身未出現任何故障。事發後，酒店迅速疏散，大部分客人已被安置到其他地點。

## 肇事者
聯邦調查局確認，肇事者為37歲的馬修‧艾倫·萊夫斯伯格（Matthew Alan Livelsberger，1987年7月22日—2025年1月1日），在駕駛座的萊夫斯伯格於爆炸前開槍射擊自己的頭部身亡，終年37歲，其腳邊發現一把手槍。其來自科羅拉多州科羅拉多泉，自2006年1月起服役於美國陸軍特種部隊，事發時其正在休假期間。儘管遺體「燒毀無法辨認」，當局根據醫療記錄最終確認其身份。車輛內還發現一把突擊步槍及兩把手槍。

### 背景
萊夫斯伯格出生於亞利桑那州，並於俄亥俄州布塞勒斯長大，就讀於布塞勒斯高中直到2005年。萊夫斯伯格在包括安大略、西維爾和凱霍加福爾斯在內的俄亥俄州的幾個城鎮有產業。其服役19年，直至死亡時仍為美國陸軍特種部隊現役士兵。他曾執行多次派駐海外，包括阿富汗、烏克蘭、剛果共和國、塔吉克和格魯吉亞，並因表現獲頒多項軍事嘉獎。萊夫斯伯格因2009年5月為阿富汗兒童募集捐款而於2010年1月受到表彰，獎項包括兩枚銅星勳章（其中一枚附有「英勇勳章」）、戰鬥步兵徽章，以及帶英勇勳章陸軍嘉獎勳章。他在同僚間被暱稱為「Berg」，最終升任為陸軍上士，並在第10特種部隊群（綠色貝雷帽）擔任多項職務，包括通信專家、情報專家及「A隊」作戰分遣隊的資深領導者。他以最高榮譽畢業於諾維奇大學，專攻戰略研究與防禦分析。
萊夫斯伯格與第一任妻子於2018年因政治理念分歧而離婚，皆因萊夫斯伯格對當勞·特朗普的支持。鄰居形容他為「正常、安靜且有禮貌」的人。其家人透露，馬修計劃在2024年美國總統選舉中投票支持特朗普。他前女友艾莉西亞·阿瑞特（一名為退伍軍人服務的護士，曾在2018年至2021年間與他斷斷續續地交往）稱，他認為自己在政治上屬於「溫和派」，但有些保守傾向，並形容他「非常聰明，從不惡言相向」。但她補充，他們分手的原因是他不願成為繼父，並希望專注於自己的事業。他的中東服役經歷引發未治療的抑鬱症狀，並在2019年開始影響其行為，包括孤立自己；由於特種部隊內對心理治療的污名化，他未能及時就醫。
萊夫斯伯格正在撫養8個月大的女兒，他父親表示，兩人在聖誕節通話時，他的狀態看似正常。他最近被調至涉及無人機的任務，這讓他感到興奮。最後一個職務是美國陸軍駐德國的系統經理，但事發前他正在科羅拉多州休假。根據其第二任妻子說法，他在去世前幾天失蹤，並在爆炸事件發生前6天因婚外情爭執而分手。他於12月28日在科羅拉多州丹佛租用事發的Cybertruck。前女友描述他事發前幾天發送的短信，內容包括對租用Cybertruck的讚揚，以及對其新任務中無人機製作的興奮之情。她也表示，與他「感情很深，（她）可以看到他以象徵主義來看待與酒店和卡車相關的事物」，並且因為「他不是衝動的人」，她懷疑「他可能（對此事）已經深思熟慮」。

### 宣言
萊夫斯伯格在遺書中撰寫一份宣言，並以電子郵件寄給退役陸軍情報官員塞繆爾·舒梅特。舒梅特認為這份宣言是真實的，其中包含關於秘密行動、戰爭罪行和先進軍事技術的指控。萊夫斯伯格在宣言中表示，他因掌握戰爭罪行和美國先進無人機計劃的機密細節而受到情報機構的監視。他指示舒梅特在2025年1月1日後發佈這封電子郵件，並要求在此日期之前保持匿名。該宣言於2024年1月3日首次在退役美國海軍海豹突擊隊員肖恩·瑞安主持的《肖恩·瑞安秀》播客上曝光，隨後被送交聯邦調查局。
其在宣言中指控「重力推進系統」已分別由美國和中華人民共和國實際部署。萊夫斯伯格表示，中國潛艇曾在大西洋沿岸發射無人飛行器，作為更大規模情報與監視策略的一部分。他警告，這些技術憑藉其隱身能力和無限的載荷潛力，對國家安全構成了前所未有的威脅，甚至可能被用於攻擊白宮等重要基礎設施。
此外，萊夫斯伯格指控美國政府，包括中央情報局、緝毒局及美國國防部，掩蓋2019年阿富汗尼姆魯茲省空襲中的戰爭罪行。他聲稱，在這些空襲中，有超過65棟建築物被摧毀，導致數百名平民喪生，而當局事先已掌握平民存在的情報。萊夫斯伯格表示，他曾在與美國軍方及情報機構高層合作期間，參與了相關掩蓋行動。聯合國人權事務高級專員辦事處的一份報告也證實這些指控的真實性。
舒梅特透露，萊夫斯伯格的Signal安全號在他去世後發生變化，這引發對有人在他死後獲得其帳戶訪問權的擔憂。此外，一名緝毒署官員在宣言中被提及參與掩蓋戰爭罪行，但由於其現役身份，該名官員的姓名被刪除。
萊夫斯伯格在電子郵件結尾敦促媒體公開這些指控，以防止地緣政治緊張局勢升級和潛在的全球衝突。他引用了自己的軍事背景，包括現役身份和絕密／敏感隔離信息（TS/SCI）許可，來證實他的主張。

## 傷亡
司機當場死亡，另有7人受輕傷，其中兩人被送往南內華達大學醫學中心救治。所有傷者均已脫離危險。

## 調查
聯邦調查局於事件當天即展開全面調查。目前將此事件視為恐怖襲擊，初步判定爆炸由「煙花迫擊炮」及燃料引發，與鋰離子電池無關。美國總統祖·拜登已接獲相關匯報。這宗爆炸案正與數小時前在新奧爾良發生的另一宗皮卡車衝撞襲擊案進行聯合調查，兩宗事件均涉及相同的共享汽車平台。聯邦調查局後來報告指，兩次襲擊之間並無關聯。Tesla正獨立調查此事件。調查人員最初考慮到萊夫斯伯格使用特斯拉車輛襲擊特朗普國際酒店，但試圖避免立即將其與政治動機聯繫起來。
接受《華盛頓郵報》訪問的電動車專家指出，Cybertruck內引爆的材料足以產生大量熱量和火焰，但似乎僅引發「低等級」的爆炸，對車輛及周邊造成的損害有限。
萊夫斯伯格的叔叔在接受《獨立報》採訪時表示，他當初以為Cybertruck因機械故障而爆炸，因此對侄子涉及爆炸案感到驚訝。他說，侄子因愛國而加入特種部隊，並且是一位技藝超群的「超級士兵」，熟悉炸藥操作，並認為其能力足以使用比「丙烷罐和露營燃料」更高效的炸藥。同樣，萊夫斯伯格一名親屬匿名表示，他從小就想成為一名特種部隊士兵，並在實現這一夢想後，成為一名傑出的士兵。
儘管地方和聯邦當局因死亡人數和財產損失較少而感到寬慰，但事件背後的情況令當局和萊夫斯伯格的特種部隊同事「百思不得其解」。一些特種部隊士兵推測，鑑於他們的訓練，如果他有意，他本可以造成更大的傷害。為此他們表示，他可以使用自製炸藥，並在其中填充破片以增加損害。儘管他沒有正式擔任任何操作炸藥職位，但作為A組成員，尤其是具有作戰經驗的資深領導，他會接受使用和製造炸藥的訓練。前特種部隊軍官、播客主持人弗蘭·拉喬皮認為，這可能是一場「失敗」的恐怖行動，但他也強調，這一事件是特種部隊退伍軍人因其高風險的創傷性腦損傷而經歷心理健康問題的普遍趨勢下之一部分。前女友阿瑞特表示：
萊夫斯伯格曾向她坦承，自己在海外部署時遭遇創傷性腦損傷。……她說，在他們交往期間，萊夫斯伯格……曾告訴她，他因戰場上的行為而感到記憶模糊、注意力難以集中、難以維持人際關係，並承受著強烈的內疚感。阿瑞特認為這些症狀與頭部受到重擊或身體遭受巨大衝擊後的反應相符。她了解這類傷害可能會逐漸導致一個人心理狀態的惡化，令人心痛。她還提到，她的幾位退伍軍人朋友和前患者因而選擇自殺。
調查人員得以訪問萊夫斯伯格車內的兩部手機之一，並在應用程式中查看兩封詳細說明其爆炸動機的遺書。在他的第一封遺書中，他告訴「同袍、退伍軍人和全體美國人」，要「醒來」看清「只為自己謀利的」軟弱政府。在第二封遺書中，他否認爆炸是「恐怖襲擊」，而是一個對即將崩潰的美國的「警醒」。他認為，用「煙火和炸藥的噱頭」是喚醒美國人的最佳方式，因為美國人「只關注壯觀場面和暴力」。他最後承認想要「清洗自己的思想，擺脫失去的兄弟」，並「解除自己的負擔，擺脫自己奪去的生命」。在第一封遺書中，他建議軍人和退伍軍人要準備好可能將民主黨成員逐出聯邦政府和軍隊。他首先建議和平手段，但隨後暗示必要時可以「戰鬥」來實現目標。在第二封遺書中，他批評收入不平等的加劇（尤其是「前1%」的群體）和多元、平等和包容（DEI）努力。他表達對美國的對手國家，如俄羅斯、中華人民共和國、朝鮮和伊朗的擔憂，並建議國家應擁抱力量和男子氣概，通過「談判解決」結束俄烏戰爭。他還批評賀錦麗是「DEI候選人」，對美國選舉選出「真正的總統，而不是《老闆渡假去》」表示高興。他認為人們應該團結在當勞·特朗普、伊隆·馬斯克和小羅伯特·F·甘迺迪周圍，以促進國家霸權。
聯邦調查局懷疑萊夫斯伯格因軍事服役而患上創傷後壓力症及其他心理問題，家庭問題可能進一步加劇他的心理健康问题。他們還確定他使用裝置引爆車廂內的「煙火、氣瓶和露營燃料的混合物」，並從2024年12月21日到31日的10天日記中跟蹤他購買的物品。